# Террі (Монтана)
Террі (англ. Terry) — місто (англ. town) в США, в окрузі Прері штату Монтана. Населення — 562 особи (2020).

## Географія
Террі розташоване за координатами 46°47′31″ пн. ш. 105°18′45″ зх. д. / 46.79194° пн. ш. 105.31250° зх. д. (46.792055, -105.312526).  За даними Бюро перепису населення США в 2010 році місто мало площу 1,83 км², уся площа — суходіл. В 2017 році площа становила 2,02 км², уся площа — суходіл.

### Клімат
| Клімат : Террі          | Клімат : Террі | Клімат : Террі | Клімат : Террі | Клімат : Террі | Клімат : Террі | Клімат : Террі | Клімат : Террі | Клімат : Террі | Клімат : Террі | Клімат : Террі | Клімат : Террі | Клімат : Террі | Клімат : Террі |
| Показник                | Січ.           | Лют.           | Бер.           | Квіт.          | Трав.          | Черв.          | Лип.           | Серп.          | Вер.           | Жовт.          | Лист.          | Груд.          | Рік            |
| Абсолютний максимум, °C | 18,3           | 22,8           | 26,1           | 33,9           | 38,9           | 43,3           | 43,9           | 43,9           | 41,1           | 34,4           | 26,1           | 20,6           | 43,9           |
| Середній максимум, °C   | −2,2           | 2,2            | 8,3            | 15,6           | 21,7           | 27,2           | 31,7           | 31,1           | 24,4           | 16,7           | 6,1            | 0,0            | 15,3           |
| Середній мінімум, °C    | −16,7          | −12,2          | −6,7           | −0,6           | 5,6            | 11,1           | 13,9           | 12,8           | 6,1            | 7,8            | −7,8           | −14,4          | −0,0           |
| Абсолютний мінімум, °C  | −42,8          | −40,6          | −37,2          | −20,6          | −10            | −1,1           | 3,3            | −2,2           | −9,4           | −22,8          | −35            | −41,7          | −42,8          |
| Норма опадів, мм        | 8              | 6              | 11             | 27             | 49             | 55             | 39             | 33             | 33             | 24             | 11             | 6              | 302            |
| ----------------------- | -------------- | -------------- | -------------- | -------------- | -------------- | -------------- | -------------- | -------------- | -------------- | -------------- | -------------- | -------------- | -------------- |
| Джерело: Weather.com    |                |                |                |                |                |                |                |                |                |                |                |                |                |

## Демографія
Згідно з переписом 2010 року, у місті мешкало 605 осіб у 292 домогосподарствах у складі 168 родин. Густота населення становила 330 осіб/км².  Було 357 помешкань (195/км²).
Расовий склад населення:
| - 96,5 % — білих - 0,7 % — азіатів - 0,2 % — корінних американців |

До двох чи більше рас належало 2,6 %. Частка іспаномовних становила 0,7 % від усіх жителів.
За віковим діапазоном населення розподілялося таким чином: 17,7 % — особи молодші 18 років, 49,9 % — особи у віці 18—64 років, 32,4 % — особи у віці 65 років та старші. Медіана віку мешканця становила 57,0 року. На 100 осіб жіночої статі у місті припадало 93,3 чоловіків;  на 100 жінок у віці від 18 років та старших — 93,8 чоловіків також старших 18 років.
Середній дохід на одне домашнє господарство  становив 46 332 долари США (медіана — 40 972), а середній дохід на одну сім'ю — 50 239 доларів (медіана — 46 696). За межею бідності перебувало 18,3 % осіб, у тому числі 33,0 % дітей у віці до 18 років та 13,2 % осіб у віці 65 років та старших.
Цивільне працевлаштоване населення становило 270 осіб. Основні галузі зайнятості: освіта, охорона здоров'я та соціальна допомога — 17,4 %, роздрібна торгівля — 15,9 %, публічна адміністрація — 13,0 %, сільське господарство, лісництво, риболовля — 12,2 %.